# Партенопа (фильм)
«Партенопа» (итал. Partenope) — художественный фильм итальянского режиссёра Паоло Соррентино с Селестой Далла Порта, Гэри Олдманом и Стефанией Сандрелли в главных ролях, премьера которого состоялась в мае 2024 года на Каннском кинофестивале.

## Сюжет
Действие фильма происходит в Неаполе. Главная героиня — девушка по имени Партенопа, родившаяся в 1950 году и получившая имя, отсылающее к древнегреческой мифологии (сирена с таким именем фигурирует в мифе об основании Неаполя). Партенопа обладает удивительной красотой, которая, однако, не приносит ей счастья. Героиня не находит свою любовь, её брат совершает самоубийство, и семья считает её виновницей этой трагедии. Партенопа с отличием заканчивает университет и становится преподавателем антропологии. Позже она уезжает в Тренто и остаётся там на всю жизнь вместо того, чтобы через два года вернуться в Неаполь и получить кафедру в местном университете. Партенопа, которой уже за 70, уходит на пенсию, и возвращается в родной город, Неаполь. В финальной сцене она встречает автобус с фанатами «Наполи», которые празднуют чемпионство в сезоне 2022/23.

## В ролях
- Стефания Сандрелли — Партенопа
  - Селеста Далла Порта — Партенопа в молодости
- Гэри Олдман — Джон Чивер
- Луиза Раньери — Грета Кул
- Сильвио Орландо — Девото Маротта, профессор
- Изабелла Феррари — Флора Мальва

## Производство
Первые данные о фильме появились в июне 2023 года. Паоло Соррентино рассказал, что в картине будут играть Луиза Раньери, Сильвио Орландо, Стефания Сандрелли, Изабелла Феррари, и что съёмки будут проходить в Неаполе и на острове Капри. При этом название фильма долго оставалось неизвестным. В конце августа стало известно, что роль в картине получил Гэри Олдман, прежде заявлявший о завершении карьеры.
Производством занимались компании Fremantle Company, Saint Laurent, Numero 10 и Pathé. Соррентино не только режиссировал проект, но и написал сценарий. Премьера состоялась в мае 2024 года на Каннском кинофестивале.

## Восприятие
На сайте-агрегаторе рецензий Rotten Tomatoes 44 % из 79 отзывов критиков положительны, со средней оценкой 5,6 из 10. Консенсус сайта гласит: «„Партенопа“ в равной степени роскошная и безвкусная, она становится немного ярче благодаря захватывающей игре Селесты Далла Порта, но, к сожалению, как сценарист и режиссёр Паоло Соррентино не справляется со своей задачей».
Питер Брэдшоу из The Guardian назвал фильм «поверхностным» и «тщеславным», обвинив Соррентино в «чистой самопародизации» и сравнив его с многосерийной рекламой дорогого одеколона. Зинаида Пронченко из «Коммерсанта» написала: «Увы, Соррентино не читал Геннадия Шпаликова и не знаком с классическими строчками: „никогда не возвращайся в прежние места“. Поэтому, воскресив маму с папой в „Руке Бога“, в „Партенопе“ он разве что занят воскрешением своей эректильной функции. Ничего кроме просвечивающих сквозь мокрое бикини персей и разгорячённых просекко ланит в новом фильме не показывают».